# Далас (окръг, Тексас)
Окръг Далас (на английски: Dallas County) е окръг в щата Тексас, Съединени американски щати. Площта му е 2270 km², а населението - 2 366 511 души. Административен център е град Далас.